# Suzanne Lapointe
Suzanne Lapointe (Mont-real, Quebec, 16 de maig, 1934 – Sainte-Adèle, Quebec, 2 de gener, 2015), fou una cantant, actriu i presentadora de televisió quebequesa.

## Biografia
Suzanne Lapointe va néixer a Montreal, la segona de sis fills d'Armand Lapointe, viatger comercial, i Lucette Brousseau, dissenyadora de roba. Amb una veu digna de prima donna, es va dirigir inicialment de jove vers l'estudi del cant després dels estudis clàssics. Iniciada per la seva tia i cantant Marthe, que era soprano de "Variétés lyriques", va estudiar cant clàssic al "Conservatoire de musique du Quebec" à Montréal, on també va estudiar interpretació amb Jean Valcourt i drama a la classe de Sita Riddez. El 1959, va fer la seva primera audició per convertir-se en amfitriona del programa de televisió "La Poule aux oeufs d'or", que es va convertir en la porta d'entrada al camp artístic del Quebec. El 1960, va rebre una subvenció del Consell per a les Arts del Canadà, que li va permetre passar dos anys cantant a la ciutat de Nova York. De tant en tant, cantava en programes de televisió com "L'heure du concert i Music-Hall".
Un cuiner destacat, va animar Suzanne a participar a "Attention c'est chaud a Télévision de Radio-Canada", un programa de cuina amb el jove xef Daniel Vézina i va publicar més de dotze llibres de receptes del 1970 al 1984, incloent "La cuisine de maman Lapointe" i "Plaisir de recevoir". No obstant això, la seva carrera va assolir un punt àlgid el 1987, quan va co-animar Les Démons du midi amb el còmic Gilles Latulippe. La seva bogeria i riure van envair cases durant sis anys al voltant de Quebec amb un total de 1.050 espectacles, sent el distintiu el riure únic i comunicatiu de Suzanne. Després d'haver sobreviscut al càncer de mama a mitjans dels anys 90 poc després de la mort del seu marit, es va implicar molt en la causa per trobar una cura.
Durant més de 50 anys, Suzanne Lapointe va ocupar un lloc especial a la comunitat artística i al cor i l'ànima de la societat del Quebec. Es va distingir principalment com a amfitriona i co-presentadora de diversos programes de ràdio i televisió que han estat descrits com "l'educació matinal de la gent". Sobretot, va ser co-presentadora del programa diari "Les Démons du Midi", que gairebé tot el Quebec estava enganxat a la televisió entre les dotze i la una del migdia. El seu sentit de l'humor, la seva rialla infecciosa i la seva falta d'afectació són llegendàries. També és coneguda com l'autora d'una sèrie de llibres de cuina de gran èxit. Va participar en diverses causes, fou membre de la junta directiva de la "Fondation d'Hôpital régional de Saint-Jérôme", va dirigir campanyes de recaptació de fons i va viatjar arreu del Quebec com a portaveu del programa de promoció contra el càncer de mama.
Motius destacats per l'Ordre del Canadà per a la insígnia commemorativa, el governador general ha d'invertir 45 destinataris a l'Ordre del Canadà,
 Sense fills i vídua de Pierre Larin durant uns vint anys, però envoltada per les seves quatre germanes supervivents (Louise, Andrée, Claire i Isabelle) i els seus fills, Suzanne va patir Alzheimer durant uns quants anys abans va morir de limfoma el 2 de gener de 2015 en una casa de jubilats a Sainte-Adèle, on va viure quatre mesos.

## Honors
- 2006: Knight of the Order of La Pléiade
- 2008: Member of the Order of Canada (donada el 15 de maig de 2009)